# Aeschynite-(Y)
L'aeschynite-(Y) è un minerale appartenente al gruppo dell'aeschynite.